# Ласлеу-Мік
Ласлеу-Мік (рум. Laslău Mic) — село у повіті Муреш в Румунії. Входить до складу комуни Суплак.
Село розташоване на відстані 246 км на північний захід від Бухареста, 19 км на південь від Тиргу-Муреша, 86 км на південний схід від Клуж-Напоки, 113 км на північний захід від Брашова.

## Населення
За даними перепису населення 2002 року у селі проживали 406 осіб.
Національний склад населення села:
| Національність | Кількість осіб | Відсоток |
| -------------- | -------------- | -------- |
| румуни         | 180            | 44,3%    |
| цигани         | 179            | 44,1%    |
| угорці         | 35             | 8,6%     |
| німці          | 12             | 3,0%     |

Рідною мовою назвали:
| Мова      | Кількість осіб | Відсоток |
| --------- | -------------- | -------- |
| румунська | 351            | 86,5%    |
| угорська  | 29             | 7,1%     |
| циганська | 16             | 3,9%     |
| німецька  | 10             | 2,5%     |